# Franz Kessler (Unternehmer)

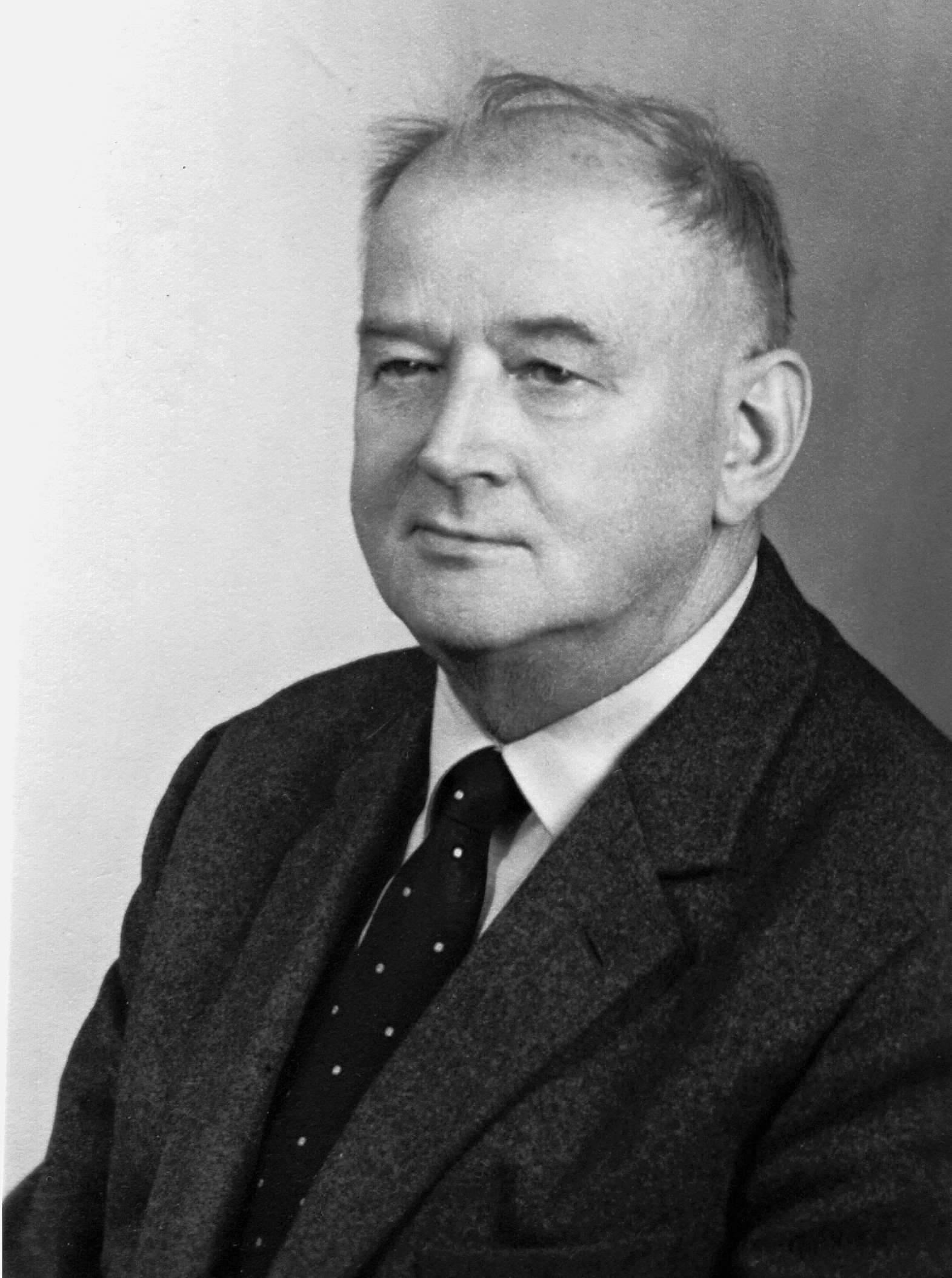
Franz Kessler

Franz Kessler (* 22. September 1888 in Jonsdorf; † 9. Januar 1971 in Bad Buchau) war ein deutscher Ingenieur und Gründer des Kessler-Motoren-Werks.

## Leben
Franz Kessler wurde im  österreich-ungarischen Kaiserreich als Sohn des Bergarbeiters Karl Kessler und seiner Frau Anna geboren. Über seinen Werdegang ist nur wenig bekannt. Das Studium zum Maschinenbauingenieur hat er entweder in Prag oder in Brünn absolviert und in den Jahren 1909/1910 abgeschlossen.
Angezogen von der einsetzenden Elektrifizierung und den damit verbundenen technischen Herausforderungen, begann er seine Laufbahn bei der PÖGE Elektricitäts-Aktiengesellschaft. Das 1874 gegründete Unternehmen hatte den Bau von Telegraphenstationen zum Ziel, wandte sich Ende des 19. Jahrhunderts aber der Erzeugung und Übertragung elektrischer Energie zu. Im Jahr 1930 fusionierte PÖGE mit den Sachsenwerken, wenig später ging diese Gesellschaft dann in der AEG auf.

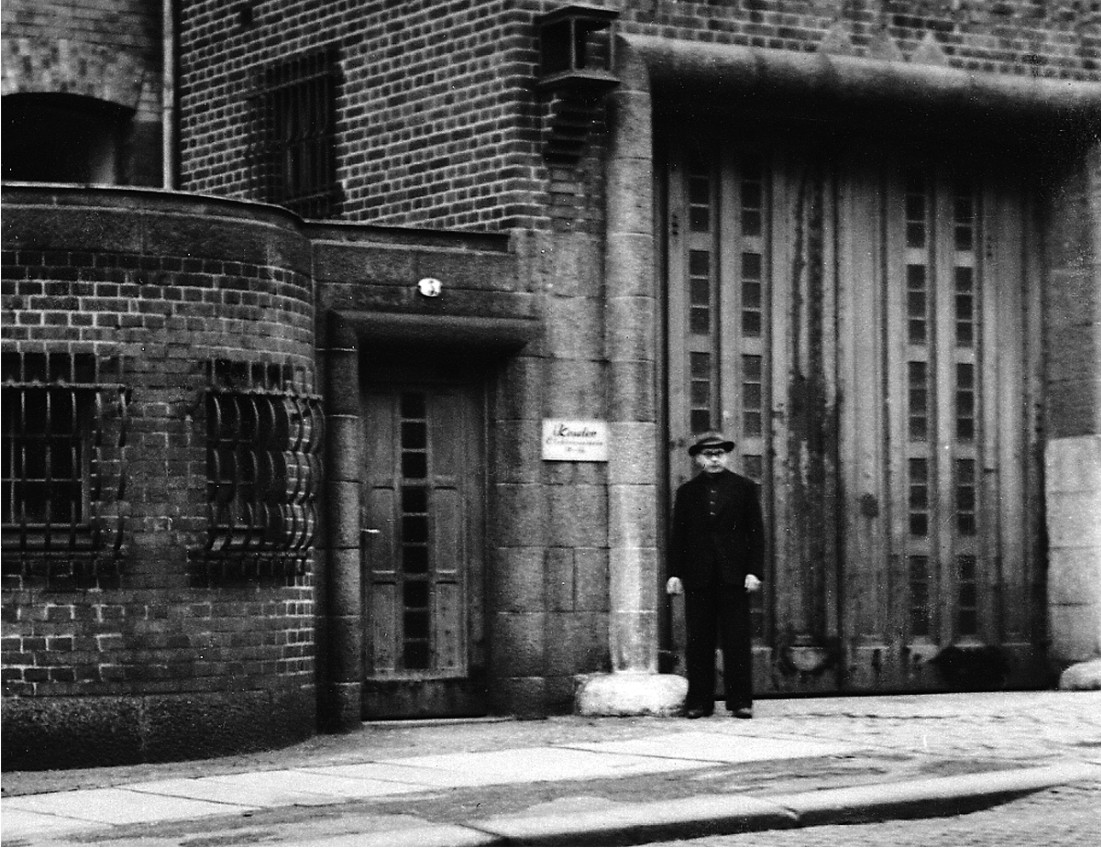
Franz Kessler vor seinem Werk in Chemnitz

Die flächendeckende Versorgung mit elektrischer Energie revolutionierte insbesondere die Energieversorgung der Maschinen in den Fabrikhallen. Franz Kessler erkannte in der sich neu formierenden elektrischen Antriebstechnik ein weites Aufgabenfeld und schuf drehzahlvariable Antriebe für Werkzeug- und Textilmaschinen. So fällte er die Entscheidung, sich in Chemnitz, einem bedeutenden sächsischen Maschinenbauzentrum, selbständig zu machen. Dabei kam ihm die Tatsache zugute, dass seine Frau Emmy sein Vorhaben tatkräftig unterstützte.
Das von ihm gegründete Kessler-Motoren-Werk begann mit der Entwicklung von Gleichstrommotoren für Schleifmaschinen. Diese erforderten gute Rundlaufeigenschaften bis hin zu kleinen Drehzahlen. Kesslers Erfolge als Ingenieur begründeten dem Unternehmen einen guten Ruf und bis zum Zweiten Weltkrieg einen gewachsenen Kundenstamm.

## Nach dem Zweiten Weltkrieg
Den Zweiten Weltkrieg überstanden Franz Kessler und seine Familie gut, doch das Werk in Chemnitz war zerstört und die neuen Machthaber in der Sowjetischen Besatzungszone bereiteten dem Unternehmer Sorgen. Um das Jahr 1947 hatte Franz Kessler den Entschluss gefasst, in den Westen zu gehen. Die Familie hatte damit keineswegs die Hoffnung aufgegeben, dass sich die politischen Verhältnisse doch noch ändern und sie in absehbarer Zeit zurückkehren könnten. Seine Tochter Elfriede, welche kurz vor der geplanten Übersiedlung Kurt Petschel, einen Angestellten Kesslers, heiratete, blieb mit diesem in der Besatzungszone und führte das dortige Unternehmen in bescheidenem Rahmen fort. Die ältere Tochter Anna Marie war zu diesem Zeitpunkt  mit einem Metzinger Geschäftsmann verheiratet, der aus einer Zahnarztfamilie stammte und mit dessen Eltern Franz Kessler ein gutes Verhältnis unterhielt. Hier kamen die Kesslers nach der Übersiedlung zunächst unter. In diese Zeit fällt auch seine freiberufliche Tätigkeit als Entwicklungs- und Berechnungsingenieur für den Elektromotorenbauer Blocher in Metzingen. Kessler wollte wieder einen eigenen Betrieb aufbauen. So diente die Aufforderung des Schleifmaschinenherstellers „Fortuna“ aus Stuttgart, einem Kunden aus der Chemnitzer Zeit, nun endlich wieder mit der Produktion seiner Umformer und Gleichstrommotoren zu beginnen, als entscheidender Auslöser.

Über eine Tübinger Vermittlung wurde Kessler auf Buchau aufmerksam, weil hier Räumlichkeiten aus dem Besitz der in die USA emigrierten jüdischen Familie Vierfelder gemietet werden konnten. 

Die erste Werkstätte in Bad Buchau (2009)

Er mietete die Räumlichkeiten des ehemaligen Café Vierfelder in der Hofgartenstraße 3 zur Unterbringung einer Betriebsstätte und erhielt in der Karlstraße 3 seine erste Wohnung. Mit der Anmietung der Wohn- und Geschäftsräumen waren die Voraussetzungen zum Neubeginn erfüllt. Die Gewerbeanmeldung erfolgte zum 2. Januar 1950.
Das neue Unternehmen in Buchau expandierte und vergrößerte sowohl seinen Kundenstamm als auch die Zahl der Angestellten. Als neues Betriebsgelände mietete Franz Kessler ein Areal in der Schussenriederstraße mit Werkstatt, Wohnhaus und Hof und legte damit die Grundlage für die Franz Kessler GmbH in Buchau. Der gewachsenen Bedeutung des Unternehmens erfolgte 1958 der Handelsregistereintrag zunächst als sogenannte Einzelfirma, die Umwandlung in eine Kommanditgesellschaft war aber schon vorgesehen. Zum 1. Januar 1959 wurde die Franz Kessler K.G. mit Franz Kessler als Komplementär gegründet. Kommanditisten waren seine Frau Emmy sowie seine beiden Töchter Anna Marie Mühlhäusler und Elfriede Petschel. Zum 1. Januar 1960 wurde seine Tochter Elfriede Petschel Komplementärin, Franz Kessler verblieb im Alter von 71 Jahren als Kommanditist in der Gesellschaft.
Am 9. Januar 1971 verstarb Kessler an Leukämie. Bis kurz vor seinem Tod war er im Betrieb aktiv und berechnete Maschinen, vor allem im Prüffeld war er tätig. Die Geschäftsführung übernahm seine Tochter Elfriede Petschel.
Nach Franz Kessler ist eine Straße in Bad Buchau benannt. Des Weiteren ist er Namensgeber der Franz Kessler gemeinnützigen Stiftungsgesellschaft.